# Morotripta argillacea
Morotripta argillacea is een vlinder uit de familie dominomotten (Autostichidae). De wetenschappelijke naam is voor het eerst geldig gepubliceerd in 2011 door Mey.
De soort komt voor in het Afrotropisch gebied.